# Grindavíkurbær
Grindavíkurbær – gmina w południowo-zachodniej Islandii, na półwyspie Reykjanes, obejmująca południową jego część, położoną nad Oceanem Atlantyckim (poza enklawą gminy Hafnarfjarðarkaupstaður w okolicach Krýsuvíku). Wchodzi w skład regionu Suðurnes. Gminę zamieszkuje 3323 osób (2018), z czego nieomal wszyscy w miejscowości Grindavík (3319 mieszk., 2018).

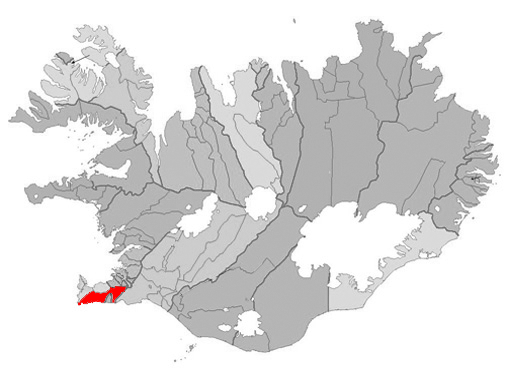
Położenie gminy Grindavíkurbær na mapie administracyjnej kraju

Na terenie gminy znajdują się znane atrakcje turystyczne wyspy: kąpielisko termalne Błękitna Laguna oraz park krajobrazowy Reykjanesfólkvangur z jeziorem Kleifarvatn.
19 marca 2021 rozpoczęła się erupcja szczelinowa w masywie Fagradalsfjall, położonym w środkowej części gminy około 8 km na północny wschód od siedziby gminy. W październiku 2023 rozpoczął się intensywny rój wstrząsów sejsmicznych w mieście Grindavík i okolicy. 10 listopada podjęto decyzję o całkowitej ewakuacji miasta. 18 grudnia 2023 rozpoczęła się krótka erupcja na północ od miasta, ale nie zagroziła ona miastu. Wylew lawy z kolejnej erupcji 14 stycznia 2024 dotarł już do miasta.